# Neothais clathrata
Neothais clathrata är en snäckart som först beskrevs av Arthur Adams 1854.  Neothais clathrata ingår i släktet Neothais och familjen purpursnäckor. Inga underarter finns listade i Catalogue of Life.